# Nychiodes obscurata
Nychiodes obscurata är en fjärilsart som beskrevs av Moritz Balthasar Borkhausen 1794. Nychiodes obscurata ingår i släktet Nychiodes och familjen mätare. Inga underarter finns listade i Catalogue of Life.